# Taungdwingyi
Taungdwingyi är en stad i Myanmar. Den ligger i Magwayregionen, i den centrala delen av landet, 70 km väster om huvudstaden Naypyidaw. Taungdwingyi ligger 143 meter över havet och folkmängden uppgick till cirka 46 000 invånare vid folkräkningen 2014.

## Geografi
Terrängen runt Taungdwingyi är platt, och sluttar brant västerut. Runt Taungdwingyi är det ganska tätbefolkat, med 139 invånare per kvadratkilometer.Trakten runt Taungdwingyi består till största delen av jordbruksmark.

## Klimat
Tropiskt monsunklimat råder i trakten. Årsmedeltemperaturen i trakten är 22 °C. Genomsnittlig årsnederbörd är 1 757 millimeter. Den regnigaste månaden är juli, med i genomsnitt 377 mm nederbörd, och den torraste är februari, med 1 mm nederbörd.